# Idrissa Dione
Idrissa Dione, auch Eddie Dione genannt, (* 21. Juli 1929 in Brazzaville) ist ein ehemaliger französischer Boxer. Er war Europameister bei den Berufsboxern im Weltergewicht.

## Werdegang
Idrissa Dione stammt aus dem damaligen französischen Kongo. Er kam dort als Jugendlicher zum Boxen und ging 1951 nach Frankreich um Berufsboxer zu werden. Sein Trainer wurde Assane Diouf, der selbst ein erfolgreicher französischer Berufsboxer in den 1930er Jahren war. Seinen ersten Kampf bestritt er am 1. Oktober 1951 in Nevers, wobei er Rene Dumas durch K. o. besiegte. Bis Oktober 1953 bestritt Idrissa Dione, meist in Frankreich, 31 Kämpfe, von denen er nur zwei verlor. Er hatte sich dabei so weit nach vorne geboxt, dass er den französischen Meister im Weltergewicht Robert Guivarch herausfordern konnte. Dieser Meisterschaftskampf fand am 23. November 1953 in Paris statt und Idrissa Dione wurde durch einen Punktsieg über Guivarch französischer Meister im Weltergewicht.
In den folgenden zwei Jahren kämpfte sich Idrissa Dione durch Siege über die mit türkischer Lizenz boxenden Ziyaris Taki und Garbis Zakaryan in Istanbul bzw. Beirut sowie seinen französischen Landsmann Jean Ruellet, den er am 19. März 1954 in Nevers nach Punkten schlug und durch einen Punktsieg über den Deutschen Freddi Teichmann in der europäischen Rangliste weiter nach oben. Obwohl der gegen Sauveur Chiocca, am 1. Februar 1955 in Rouen nur unentschieden boxte und am 24. April 1955 in Paris sogar nach Punkten verlor, wurde er von der EBU als Herausforderer des britischen Europameisters im Weltergewicht Wally Thom nominiert. Idrissa Dione vollbrachte dabei am 23. Juni 1955 in Liverpool eine Meisterleistung, als er Wally Thom in der "Hölle des Löwen" sicher nach Punkten schlug und neuer Europameister im Weltergewicht wurde.
Diesen Titel verteidigte Idrissa Dione am 28. November 1955 in Rotterdam durch einen Punktsieg über den erfahrenen Niederländer Bep van Klaveren erfolgreich. Am 12. Februar 1956 musste er zur Titelverteidigung nach Grosseto in Italien. Er traf dort auf Emilio Marconi, gegen den er nach Punkten verlor und damit auch seines Europameistertitels verlustig ging.
In den folgenden Jahren bestritt Idrissa Dione noch 19 Kämpfen. Er boxte gegen viele starke Gegner und verlor mehr Kämpfe, als er gewann. Die meisten davon waren aber mit Meistertiteln dekoriert wie Peter Waterman aus England, Kid Dussart aus Belgien, Duilio Loi und Bruno Visintin aus Italien und Christian Christensen aus Dänemark, gegen den er in seinem letzten Kampf als Profiboxer am 20. März 1958 in Kopenhagen nach Punkten verlor.
Über seinen weiteren Lebensweg nach seiner Boxerlaufbahn ist nichts bekannt.